# Years in music
Years in Music is een livealbum van Loom. Opnamen vonden plaats in de UFA Fabrik in Berlijn op 5 maart 2016. Die voormalige fabriek was in de jaren zeventig een verblijfplaats voor de band waar Johannes Schmoelling en Jerome Froese ooit lid van waren, Tangerine Dream. Bij het concert, een van de weinigen die de band geven, stonden ze stil bij het overlijden een jaar eerder van Edgar Froese, de bandleider van Tangerine Dream en vader van Jerome. 

## Musici
- Jerome Froese – synthesizers, elektronica
- Johannes Schmoelling – synthesizers, gitaar, elektronica
- Robert Waters – synthesizers, elektronica

## Muziek
| Nr. | Titel                                                                 | Duur |
| --- | --------------------------------------------------------------------- | ---- |
| 1.  | Prologue (Schmoelling)                                                | 1:03 |
| 2.  | Pararoids drom anywhere (Loom)                                        | 8:20 |
| 3.  | Cloudwalk (Loom)                                                      | 5;56 |
| 4.  | Perpetual motion (Schmoelling)                                        | 4;16 |
| 5.  | Speech of Johannes Schmoelling                                        | 3:00 |
| 6.  | Love theme from Logos (Christopher Franke, Edgar Froese, Schmoelling) | 5:41 |
| 7.  | Rejuvenation (Loom)                                                   | 8:30 |
| 8.  | Metamorphosis (Waters)                                                | 3:17 |
| 9.  | Cartoony universe (Jerome Froese)                                     | 7:34 |
| 10. | Tachycardia (Loom)                                                    | 6:52 |

| Nr. | Titel                                                            | Duur |
| --- | ---------------------------------------------------------------- | ---- |
| 1.  | Epilogue (Schmoelling)                                           | 0:59 |
| 2.  | Emerald suite (Loom)                                             | 9:33 |
| 3.  | Towards the evening star (Jerome Froese)                         | 6:35 |
| 4.  | Time scanner (Loom)                                              | 5:36 |
| 5.  | Below the playfield (Loom)                                       | 7:07 |
| 6.  | Piano improvisations kneeplay no. 9 (Schmoelling)                | 6:23 |
| 7.  | Excerpts form Force Majeure (Christoper Franke, Edgar Froese)    | 3:19 |
| 8.  | Logos final theme (Christoper Franke, Edgar Froese, Schmoelling) | 5:01 |
| 9.  | Time and tide (J. Behrens, Schmoelling)                          | 7:25 |
| 10. | The origin (Loom)                                                | 6:07 |
| 11. | Choronzon (Christopher Franke, Edgar Froese, Schmoelling)        | 7:42 |